# Kirsten Baumann

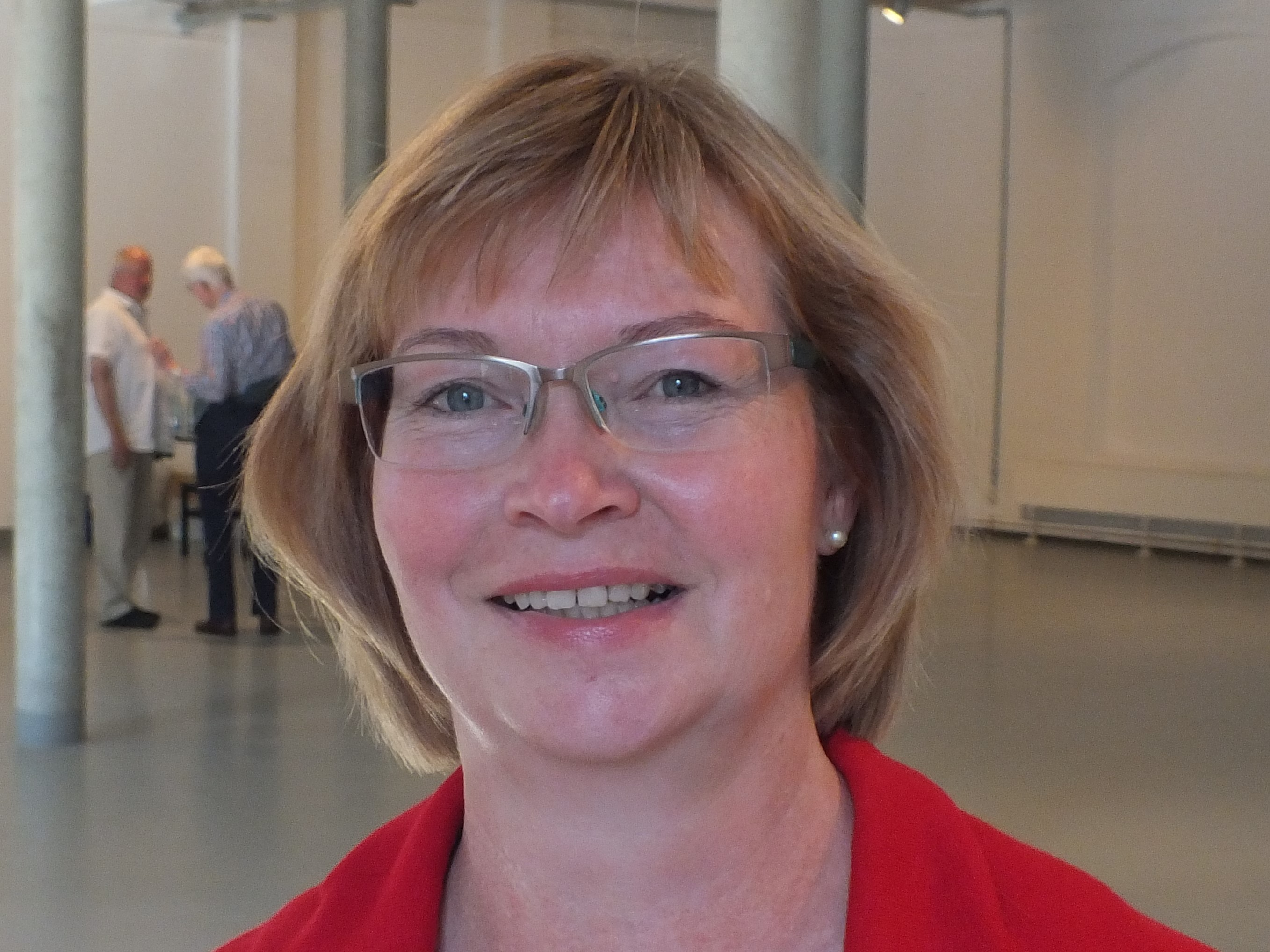
Kirsten Baumann 2018

Kirsten Baumann (* 1963 in Hannover) ist eine deutsche Kunsthistorikerin und seit 2022 Direktorin der LWL-Museen für Industriekultur mit Sitz in Dortmund.

## Werdegang
Nach dem Abitur 1983 begann Baumann zunächst eine Tischlerlehre und studierte anschließend von 1985 bis 1992 Geschichte und Kunstgeschichte in Trier und Bochum. Nach Stationen an der National Gallery of Art in Washington, am Museum Folkwang in Essen und am Museum für Kunst und Kulturgeschichte in Dortmund arbeitete sie seit 1997 als Museumspädagogin an der Stiftung Bauhaus Dessau. 2001 wurde sie mit der Arbeit „Wortgefechte. Völkische und nationalsozialistische Kunstkritik 1927–1939“ zum Dr. phil. promoviert. Seit 2005 war sie stellvertretende Direktorin der Stiftung Bauhaus, leitete den dortigen Bereich Bildung und Vermittlung und betreute als Projektleiterin die 2007 eröffnete Dauerausstellung.
Ende 2008 wurde Baumann vom Stiftungsrat der Stiftung Historische Museen Hamburg (SHMH) zur Direktorin des Museums der Arbeit berufen und trat das Amt zum 1. April 2009 an. Ende 2010 übernahm sie im Streit um die seinerzeit geplante Schließung des Altonaer Museums zusätzlich den Vorsitz der SHMH und erarbeitete im Auftrag des Hamburger Senats ein Konzept zur Weiterentwicklung der Stiftung. Als die zwischenzeitlich an die Regierung zurückgekehrte SPD einen abweichenden Plan vorlegte, der stattdessen die Ausgliederung des Helms-Museums vorsah, trat Baumann aus Protest zum Jahresende 2011 vom Stiftungsvorsitz wieder zurück. Von September 2013 bis Februar 2021 war sie Direktorin des Landesmuseums für Kunst und Kulturgeschichte in der Stiftung Schleswig-Holsteinische Landesmuseen auf Schloss Gottorf. 2021 war sie stellvertretende Direktorin und seit 2022 Direktorin des LWL-Industriemuseums in Dortmund.